# Charade (lettergrepenraadsel)
Een charade is een lettergrepenraadsel waarbij een meerlettergrepig woord moet worden geraden. 
Het te raden woord wordt beschreven aan de hand van een omschrijving of uitbeelden van de afzonderlijke lettergrepen/woorddelen. Talen met veel samengestelde woorden lenen zich goed voor charades. In Frankrijk en Italië verwijst het woord 'poppenkast' nog steeds naar deze raadselsoort.
Er bestaan charades in rijmvorm, ook wordt dit soort lettergrepenraadsels wel als pantomime uitgebeeld. In Nederland worden charades gebruikt in het spelletje hints dat ook een aantal jaren op TV is uitgezonden.

## Oorsprong
De oorsprong van het woord charade is onzeker, maar kan worden gezien als afleiding van het Keltische chwar (spel). Charades werden als een vorm van literair raadsel in de 18e eeuw populair in Frankrijk. In de tweede helft van de die eeuw werd de term charade in het Engels geleend uit het Frans. De charade was in Nederland in de negentiende eeuw en in de eerste helft van de twintigste eeuw populair. Charades waren gericht op kinderen en verschenen in tijdschriften en boeken. 

## Charade in rijmvorm
Het eerste prijkt met schoone kleuren
En verspreidt vaak zoete geuren;
’t Tweede is een veldgewas.
‘k Wilde wel, u te gerijven,
U zijn kleur, zijn’ vorm beschrijven;
Maar … dan raadt ge ’t al te ras.
Daarom wil ik liefst afbreken,
Om van het geheel te spreken;
Want ook dit is eene plant,
Die, voor uwen disch van waarde,
Blankheid steeds bij groenheid paarde,
Welig tiert in ’t vaderland

## Als pantomime
De mimisch uitgespeelde charades werden vanuit Frankrijk overgenomen door de Engelse aristocratie. Geacteerde charades worden bijvoorbeeld beschreven in William Thackeray's Vanity Fair en in Charlotte Brontë's Jane Eyre. 
In Nederland werd de theatervorm van charade in de twintigste eeuw bekend als televisiespelletje Hints, dat in Engeland Charades wordt genoemd.

## Logogryph
Verwant aan de charade is de Logogryph, of Logogrief (Grieks: logos (woord, vgl. logica) + griphos (net, strikvraag, raadsel). Een logogryph is een raadselachtige omschrijving, "waardoor men laat raden naar een woord, uit welks letters men andere woorden heeft gevormd, wier beteekenis men eenigermate opgeeft, terwijl tevens vermeld wordt, welke plaats de letters van deze woorden in het te vinden woord bekleeden." De letters van het gezochte woord worden daarbij dus genummerd.
Vijf letters vormen mijn geheel
‘k Ben somtijds blank, doch meestal geel,
Neemt gij mijn derde, ‘k ben gewis
Dat u mijn maker kenbaar is.
Met een, twee, drie, ben ik een visch,
Die, welbereid, zeer lekker is.
Met vijf, twee, vier, drie, ben ik zwart.
Der keukenmeiden vaak tot smart.
Neem, tusschen vijf, een, ook nog twee,
Dan vindt gij me altijd in de zee.
Met vijf, twee, drie en drie twee vijf,
Ben ik een dier niet groot van lijf,
En schaadlijk zoo in huis als hof,
Raadt nu mijn’ naam, gij hebt hier stof.